# Laïc consacré
Dans le catholicisme, on appelle consacré(e) ou laïc consacré toute personne qui s'est consacrée à Dieu afin de se rapprocher de la manière dont Jésus a vécu sur la Terre en suivant les conseils évangéliques : pauvreté, chasteté, obéissance.
Ils sont célibataires pour donner le signe que l'amour de Dieu peut combler une vie.